# Joya (Uttar Pradesh)
Joya es un pueblo y nagar Panchayat situada en el distrito de Amroha en el estado de Uttar Pradesh (India). Su población es de 18377 habitantes (2011). 

## Demografía
Según el  censo de 2011 la población de Joya era de 18377 habitantes, de los cuales el 53% eran hombres y el 47% eran mujeres. Joya tiene una tasa media de alfabetización del 85%, superior a la media nacional del 67,68%: la alfabetización masculina es del 86%, y la alfabetización femenina del 82%.